# Assen Nikolow Koschucharow

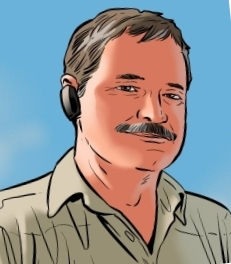
Porträt von Assen Koschucharow vom russischen Comiczeichner Andrei Ajoschin (russisch Андрей Аёшин, wiss. Transliteration Andrej Aëšin)

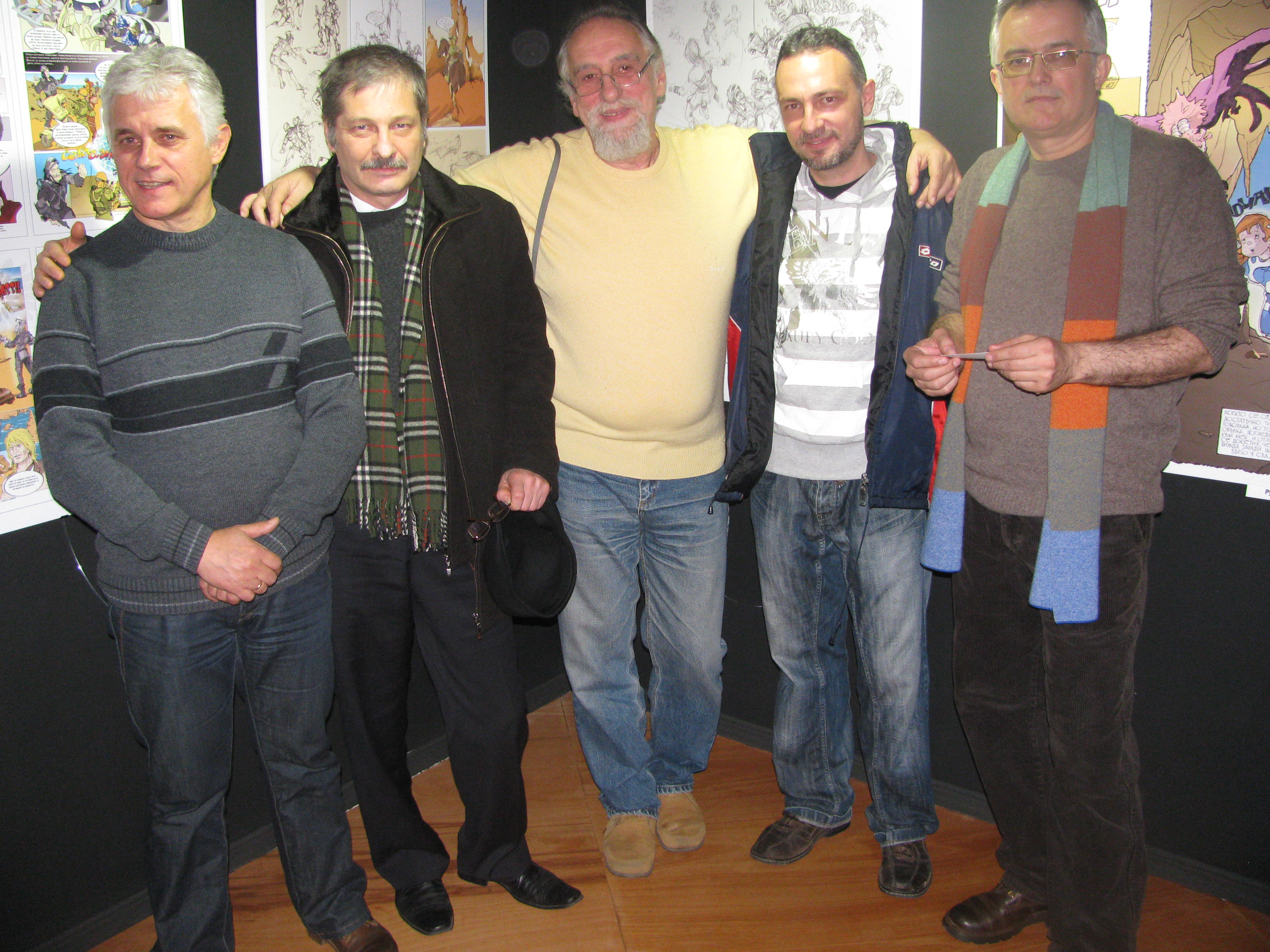
Assen Koschucharow (zweiter von links) unter anderen Comic-Autoren, Ausstellung „Über dem Regenbogen“, Warna, Bulgarien, 2013

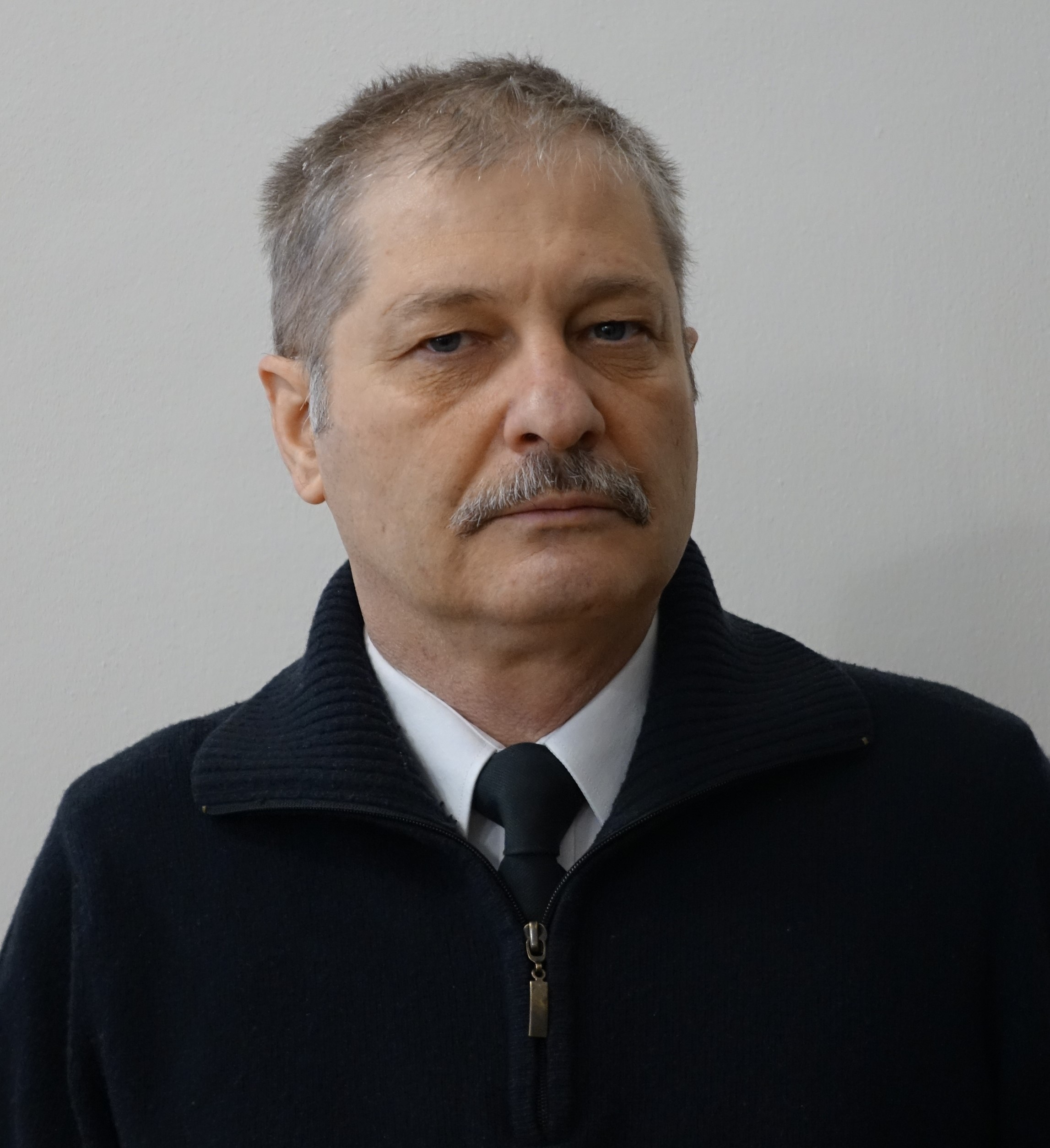
Assen Nikolow Koschucharow

Assen Nikolow Koschucharow (bulgarisch Асен Николов Кожухаров; * 18. Februar 1961 in Warna) ist ein Kapitän zur See der Bulgarischen Marine, Professor für Militärwissenschaft, Lehrstuhlinhaber an der Marineakademie Warna, Militärhistoriker, Comicautor und Schriftsteller.

## Bildung
Von 1979 bis 1984 absolvierte Koschucharow die Marineakademie „Nikola Jonkow Wapzarow“ in der Stadt Warna, Bulgarien, mit Master-Abschluss.
Am 8. Dezember 1999 fand dort die öffentliche Verteidigung seiner Dissertation zum Thema „Naval art in the wars (1967–1991): sea denial and anti-ship operations at sea“ (bulgarisch „Военноморското изкуство във въоръжените конфликти в периода 1967-1991 г.: бойни действия по морско-океанските комуникации и унищожаване на силите на противника на море“) zur Erlangung des akademischen Grades „Doctor (PhD) - VAK“ statt.
Im Jahre 2005 absolvierte er die Militärakademie „Georgi Stojkow Rakowski“ in der Stadt Sofia, Bulgarien, mit Master-Abschluss.
Am 28. Juli 2020 fand an der Marineakademie „Nikola Jonkow Wapzarow“ in der Stadt Warna, Bulgarien, die öffentliche Verteidigung seiner Dissertation zum Thema „Bulgarian Naval Officers Training Abroad (1882–1944)“  (bulgarisch „Обучението на българските военноморски офицери зад граница (1882 – 1944)“) zur Erlangung des akademischen Grades „Doctor of sciences - Nikola Vaptsarov Naval Academy“ statt.
Am 28. März 2022 wurde er zum Professor für Militärwissenschaft an der Marineakademie „Nikola Jonkow Wapzarow“ in der Stadt Warna, Bulgarien, ernannt.

## Forschung
Im Rahmen der Forschung über Schiffsverluste im Schwarzen Meer während des Zweiten Weltkrieges entstanden Beiträge im wissenschaftlichen Austausch mit dem deutschen Militärhistoriker, Journalisten und Direktor der Bibliothek für Zeitgeschichte in Stuttgart (1959–1989) Jürgen Rohwer, der die Versenkung der jüdischen Flüchtlingstransporter „Struma“ und „Mefkure“ untersuchte.
Wichtiger Forschungsschwerpunkt ist auch die Ausbildung bulgarischer Marineoffiziere an der Marineschule Mürwik (MSM) während des Ersten Weltkriegs sowie zwischen den Weltkriegen, dessen Erkenntnisse in Monographie über die Ausbildung bulgarischer Marineoffiziere im Ausland (1882–1944) veröffentlicht wurden.
Weiterer Forschungsschwerpunkt mit wesentlichen Veröffentlichungen ist die Auswanderung nach Bulgarien von ehemals Angehörigen der Weißen Armee (russisch Белая армия Belaja armija; Originalschreibweise: Бѣлая армія).

## Schriften (Auswahl)
Bücher
- Assen Koschucharow: Die Ausbildung bulgarischer Marineoffiziere im Ausland (1882–1944). Terra Balkanika, Warna 2015, ISBN 978-6-19901406-6 (bulgarisch: Обучението на българските морски офицери зад граница (1882–1944).).
- Assen Koschucharow: Operationen zur Unterbrechung der Seeverkehrskommunikation und zur Vernichtung feindlicher Streitkräfte auf See und in Basen (1912–1945). Terra Balkanika, Warna 2013, ISBN 978-6-19901401-1 (bulgarisch: Операции за прекъсване на морско-океанските комуникации и унищожаване на противника на море и в пунктовете за базиране (1912–1945 г.).).
- Assen Koschucharow: Landungen des 20. Jahrhunderts. Slavena, Warna 2007, ISBN 978-954-579-574-9 (504 S., bulgarisch: Морските десанти през двадесети век.).
- Assen Koschucharow: Zeitgenössische bewaffnete Konflikte in der Geschichte der Seekriegskunst: Bekämpfung der Seeverkehrskommunikation und Vernichtung feindlicher Streitkräfte auf See. Zweite Ausgabe. Steno, Warna 2002, ISBN 954-449-114-7 (320 S., bulgarisch: Съвременните въоръжени конфликти в историята на военноморското изкуство: бойни действия по морско-океанските комуникации и унищожаване на противника на море. Второ издание.).
- Assen Koschucharow: Zeitgenössische bewaffnete Konflikte in der Geschichte der Seekriegskunst: Bekämpfung der Seeverkehrskommunikation und Vernichtung feindlicher Streitkräfte auf See. Steno, Warna 2000, ISBN 954-449-073-6 (320 S., bulgarisch: Съвременните въоръжени конфликти в историята на военноморското изкуство: бойни действия по морско-океанските комуникации и унищожаване на противника на море.).
- Assen Koschucharow: Seekriegskunst in bewaffneten Konflikten im Zeitraum 1967–1991: Bekämpfung der Seeverkehrskommunikation und Vernichtung feindlicher Streitkräfte auf See. Dissertation ("Doktor"). Marineakademie „Nikola Jonkow Wapzarow“, Warna 1999 (382 S., nacid.bg [PDF] bulgarisch: Военноморското изкуство във въоръжените конфликти в периода 1967–1991 г.: бойни действия по морско-океанските комуникации и унищожаване на силите на противника на море. Дисертация (ОНС "доктор").).
- Assen Koschucharow: Die Ausbildung bulgarischer Marineoffiziere im Ausland (1882–1944). Dissertation ("Doktor der Wissenschaften"). Marineakademie „Nikola Jonkow Wapzarow“, Warna 2020 (194 S., nacid.bg [PDF] bulgarisch: Обучението на българските военноморски офицери зад граница (1882–1944). Дисертация (НС "доктор на науките").).

Beiträge in Zeitschriften
- Assen Koschucharow: Das Projekt "Russischer Index für  wissenschaftliche Zitate" und die bulgarischen Forscher. In: Strategies for policy in science and  education : Bulgarian educational journal / Ministerstvo na obrazovanieto i  naukata. Band 26, Nr. 5, 2018, ISSN 1310-0270, S. 514–527 (bulgarisch: Проектът "Руски индекс за научно цитиране" и  българските изследователи.).
- Assen Koschucharow: Ingenieur Pavel Izotov im Dienste der russischen kaiserlichen Marine und der bulgarischen Flotte. In: Frühere Jahre: Russisches Geschichtsmagazin. Nr. 43 (1), 2017, ISSN 2073-9745, S. 179–188 (russisch: Инженер-механик Павел Изотов на службе в Российском императорском флоте и болгарской флотилии.).
- Assen Koschucharow: Ein Buch über die Geschichte der bulgarischen Gymnasien. In: Frühere Jahre: Russisches Geschichtsmagazin. Nr. 40 (2), 2016, ISSN 2073-9745, S. 540–546 (russisch: Книга об истории болгарских гимназий.).
- Assen Koschucharow: Über die Ausbildung und Dozentenkarriere des Schiffbauingenieurs Jordan Prashtinkov. In: Historische Zukunft. Nr. 1–2, 2014, ISSN 1311-0144, S. 227–235 (bulgarisch: За обучението и преподавателската кариера на инженер-корабостроителя Йордан Пращинков.).
- Assen Koschucharow: Ausbildung und Karriere bulgarischer Offiziere an der Ecole Navale of Brest. In: Bulgarian Historical Review / Revue Bulgare d'Histoire. Band 42, Nr. 3–4, 2013, ISSN 0204-8906, S. 151–157 (französisch: La formation et la carriere des officiers bulgares, eleves de l'ecole navale militaire de Brest.).
- Assen Koschucharow: Laufbahnuntersuchung der bulgarischen  Kadetten an der „Accademia Di Commercio E Di Nautica“ (1892–1942) in Triest. In: Bulgarian Historical Review  / Revue Bulgare d'Histoire. Band 40, Nr. 3–4, 2012, ISSN 0204-8906, S. 193–209 (englisch: Career Study of Bulgarian Cadets  Trained in Trieste ‘Accademia Di Commercio E Di Nautica’ (1892–1942).).
- Assen Koschucharow: Das neue Nachschlagewerk über die U-Boote der russischen kaiserlichen Marine als Quelle der bulgarischen Geschichte. In: Historischer Überblick. Band 68, Nr. 1–2, 2012, ISSN 0861-3982, S. 267–268 (bulgarisch: Новият справочник за подводничарите в Руския императорски флот като извор за българската история.).
- Assen Koschucharow: Das Porträt des Oberbefehlshabers Alexander Konkevich. In: Historische Zukunft. Nr. 1–2, 2012, ISSN 1311-0144, S. 232–237 (bulgarisch: Портретът на капитан-лейтенант Александър Конкевич.).
- Assen Koschucharow: Die bewegte Karriere des Marineoffiziers Valentin Paspaleev. In: Historischer Überblick. Band 66, Nr. 1–2, 2010, ISSN 0323-9748, S. 214–226 (bulgarisch: Превратната кариера на морския офицер Валентин Паспалеев.).
- Assen Koschucharow: Das Debüt der Ausbildung von Bulgaren an der Marineschule in Sankt Petersburg (1882–1889). In: Historischer Überblick. Band 66, Nr. 3–4, 2010, ISSN 0323-9748, S. 136–143 (bulgarisch: Дебютът на обучението на българи в Морското училище в Санкт Петербург (1882–1889).).
- Assen Koschucharow: Das bulgarische Marineausbildungssystem nach dem persönlichen Archivfonds von Kapitän Georgi Dyulgerov. In: Historischer Überblick. Band 65, Nr. 1–2, 2009, ISSN 0323-9748, S. 215–224 (bulgarisch: Българската военноморска образователна система според личния архивен фонд на капитан Георги Дюлгеров.).
- Assen Koschucharow: Die Verluste des bulgarischen Seehandels im Zweiten Weltkrieg. In: Historischer Überblick. Band 57, Nr. 3–4, 2001, ISSN 0323-9748, S. 173–184 (bulgarisch: Българските загуби по речно-морските комуникации през Втората световна война.).
- Assen Koschucharow: Rückblickend auf den Einsatz von Seezielflugkörpern. In: Naval War  College Review. Band 50, Nr. 4, 1997, ISSN 0028-1484, S. 118–124 (englisch: In Retrospect the Employment of Antiship  Missiles.).

## Lehre
Koschucharow wurde im Jahre 2001 zum außerordentlichen Professor an der Marineakademie Warna ernannt (2001–2011) und ist seit 2015 Lehrstuhlinhaber. Zu seinem Lehrgebiet gehören die Fächer Militärgeschichte, Schifffahrtsgeschichte, Grundlagen der wissenschaftlichen Forschung, Methodologische Grundlagen der militärwissenschaften Forschung und Geschichte der Marinekunst.

## Comic-Autor
Koschucharow ist Autor der Comic-Reihe „Dobromir“ (bulgarisch „Добромир“), die Mitte der 1980er Jahre in der Zeitschrift „Regenbogen – Erzählungen in Bildern“ (bulgarisch „Дъга – разкази в картинки“) veröffentlicht wurde. Die Geschichte handelt vom Krieg des bulgarischen Adligen Despot Dobròtiza (bulgarisch Добро̀тица) als Herrscher des de facto unabhängigen Despotats Dobrudscha (auch Despotat Karwuna; bulgarisch Добруджанско деспотство, Карвунско деспотство) und der Festung Kaliakra gegen die Genuesen (1360–1387).
Assen Koschucharow ist Vorsitzender der Vereinigung der Comic-Autoren „Manuskript“ in Warna, Bulgarien.
Zu den bekanntesten Werken (Auswahl) von Assen Koschucharow als Comic-Autor zählen:
- Assen Koschucharow: Dobromir. Roman. Royal-77, Warna 1992 (144 S., bulgarisch: Добромир.).
- Assen Koschucharow: Dobromir. Comic-Roman. Spectar, Sofia 1992 (48 S., bulgarisch: Добромир.).
- Assen Koschucharow: Varga's Horde. Comic-Roman. Slavena Comics, Warna 1992 (36 S., bulgarisch: Ордата на Варга.).
- Assen Koschucharow: Die Schlacht bei Warna im Jahre 1444. Comic-Roman. Slavena, Warna 1994 (bulgarisch: Битката при Варна 1444 г.).
- Assen Koschucharow: Die Liebe des Scolopendra. Kurzgeschichten-Sammlung. Slavena, Warna 1993 (88 S., bulgarisch: Любовта на Сколопендрата.).
- Assen Koschucharow: Der weiße Teufel. Comic-Roman. Zhekov and Son, Warna 1994 (28 S., bulgarisch: Белият дявол.).
- Assen Koschucharow: Wache am Paß. Comic-Roman. Baguette Comics, Warna 1991 (28 S., bulgarisch: Стража на прохода.).
- Assen Koschucharow: Zur Kommandobrücke. Comic-Roman. Marineakademie „Nikola Jonkow Wapzarow“, Warna 2006 (32 S., bulgarisch: Към командния мостик.).
- Assen Koschucharow: Ein Viertel Unendlichkeit. Comic-Roman. Terra Balkanika, Warna 2016 (24 S., bulgarisch: Четвърт безкрайност.).

## Sonstiges
Assen Koschucharow ist Mitglied der Redaktionen der Zeitschriften „Sprache und Literatur“ und „Historische Zukunft“, sowie des Redaktionsausschusses der Zeitschrift „Asian Journal of Social and Human Sciences“.
Seit 1993 ist er Mitglied der Schriftstellervereinigung in Warna, Bulgarien.